# Vytautas Kolesnikovas
Vytautas Kolesnikovas (n. 25 octombrie 1948, Alytus, URSS – d. 1 octombrie 2021, Alytus, Alytus City Municipality⁠(d), Lituania) a fost un pictor, grafician, politician și semnatar al Actului din 1990 de reînființare a statului Lituania.
Din 1968 până în 1974 Kolesnikovas a studiat artele plastice la Moscova. După întoarcerea în Lituania, a lucrat la mai multe firme regionale din Alytus și și-a prezentat lucrările de artă la mai multe expoziții. În 1988 s-a alăturat activităților mișcării Sąjūdis și a fost ales în Sovietul Suprem al RSS Lituaniene. Kolesnikovas a fost membru al Comisiei științei, educației și culturii în Consiliul Suprem - Reconstituent Seimas. După alegerile din 1993, s-a întors la Alytus și s-a alăturat Departamentului Patrimoniului Cultural. În 2008, după mai bine de 20 de ani de la ultima expoziție, Kolesnikovas a organizat o expoziție personală a operei sale în Alytus.